# Schickedanz Open 1998
Lo Schickedanz Open 1998 è stato un torneo di tennis facente parte della categoria ATP Challenger Series nell'ambito dell'ATP Challenger Series 1998. Il torneo si è giocato a Fürth in Germania dal 2 al 7 giugno 1998 su campi in terra rossa.

## Vincitori

### Singolare
Christian Ruud ha battuto in finale  Jan Frode Andersen con il punteggio di 6–4, 7–5

### Doppio
Álex López Morón /  Albert Portas hanno battuto in finale  Juan Ignacio Carrasco /  Martín Rodríguez con il punteggio di 6–4, 6–4